# Ballistic Recovery Systems

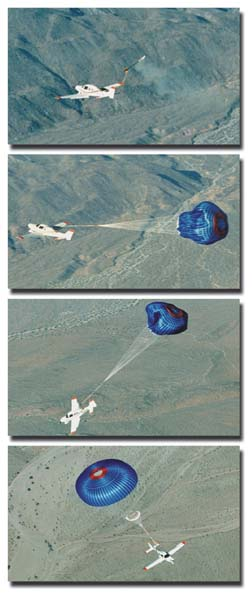
Etapas de uso do paraquedas para um avião Cirrus. As imagens foram obtidas pela Nasa.

Ballistic Recovery Systems (mais conhecido como BRS) é uma companhia fundada em 1980 por Boris Popov depois que sobreviveu a um acidente de asa-delta a mais de 400 pés de altura em 1975. Um dos sistemas usados é um grande paraquedas usado em pequenas aeronaves, tais como Cirrus SR20.